# Цветной кинематограф
Цветно́й кинемато́граф, цветно́е кино́ — совокупность технологий кинематографа, позволяющая получать в кинофильмах изображение с натуральными цветами, соответствующими цветам снятых объектов или рисунков художников-мультипликаторов. К цветному кино также принято относить колоризованные кинофильмы.

## История
Одним из главных препятствий осуществления технологии цветного кинематографа был узкий диапазон естественной светочувствительности любых фотоэмульсий, способных регистрировать только сине-фиолетовую часть видимого спектра. Из-за этого красная и зелёная составляющие изображения не поддавались регистрации. Теоретическая возможность спектральной сенсибилизации к другим цветам, открытая Германом Фогелем в 1873 году, была полноценно реализована только в 1906 году после изобретения Бенно Гомолкой красного сенсибилизатора пинацианола.
Тем не менее первые попытки сделать изображение цветным были предприняты сразу же после изобретения кино. Самой первой технологией стала ручная раскраска чёрно-белой киноплёнки анилиновыми красителями, применявшаяся уже в конце XIX века. 
Впервые ручное раскрашивание применил Томас Эдисон в 1895 году в фильме «Танец Лои Фуллер» (англ. Annabelle's Dance) для «Кинетоскопа».
Несмотря на трудоёмкость технологии и примитивность такого цвета, колоризованные фильмы пользовались популярностью у зрителей и часто выпускались значительными тиражами. Один из пионеров немого кино Жорж Мельес применял ручную раскраску своих кинокартин, тиражируя раскрашенные фильмокопии параллельно с чёрно-белыми версиями этих же фильмов. Известный фильм этого кинопродюсера «Путешествие на Луну», выпущенный на экраны в 1902 году, выпускался в раскрашенной версии, стоившей значительно дороже чёрно-белой. Раскраска проводилась поточным способом покадрово с использованием ручного труда бригады художниц. В 1905 году кинокомпанией Pathé разработана более совершенная техника тиражной раскраски фильмов «Патеколор» (фр. Pathécolor) при помощи трафаретов. Для этого печатались дополнительные позитивы, на которых ножом покадрово вырезались места, окрашиваемые на фильмокопиях каким-либо одним цветом. Затем киноплёнка поточным способом окрашивалась разными красками через несколько таких трафаретов.
Советский кинорежиссёр Сергей Эйзенштейн использовал ручную раскраску в 1925 году в своём знаменитом фильме «Броненосец Потёмкин» в сцене с подъёмом красного флага. Для удобства раскраски во время съёмок был использован белый флаг, дающий на позитиве прозрачное пятно. Однако, наиболее массовой технологией стало тонирование исходного чёрно-белого изображения в какой-либо одноцветный оттенок, зависевший от характера снятого сюжета. Например, сцены пожаров тонировались в красный цвет, а ночные сцены — в синий. Ручная раскраска фильмов и их тонирование применялись вплоть до 1930-х годов, когда уже существовали технологии цветного кино в натуральных цветах.

### Аддитивные процессы
Первые технологии, позволявшие регистрировать подлинный цвет объектов съёмки, были аддитивными и основывались на применении первых чёрно-белых панхроматических киноплёнок, то есть чувствительных ко всему видимому спектру. Цветоделение в таких процессах производилось при помощи цветных светофильтров, встроенных в обтюратор киносъёмочного аппарата или расположенных в кадровом окне или объективе. Первым успешным процессом двухцветного кино в 1908 году стал «Кинемаколор», быстро уступивший место «Мультиколору» и «Синеколору». Аддитивным был и первый «Техниколор», появившийся в 1917 году.

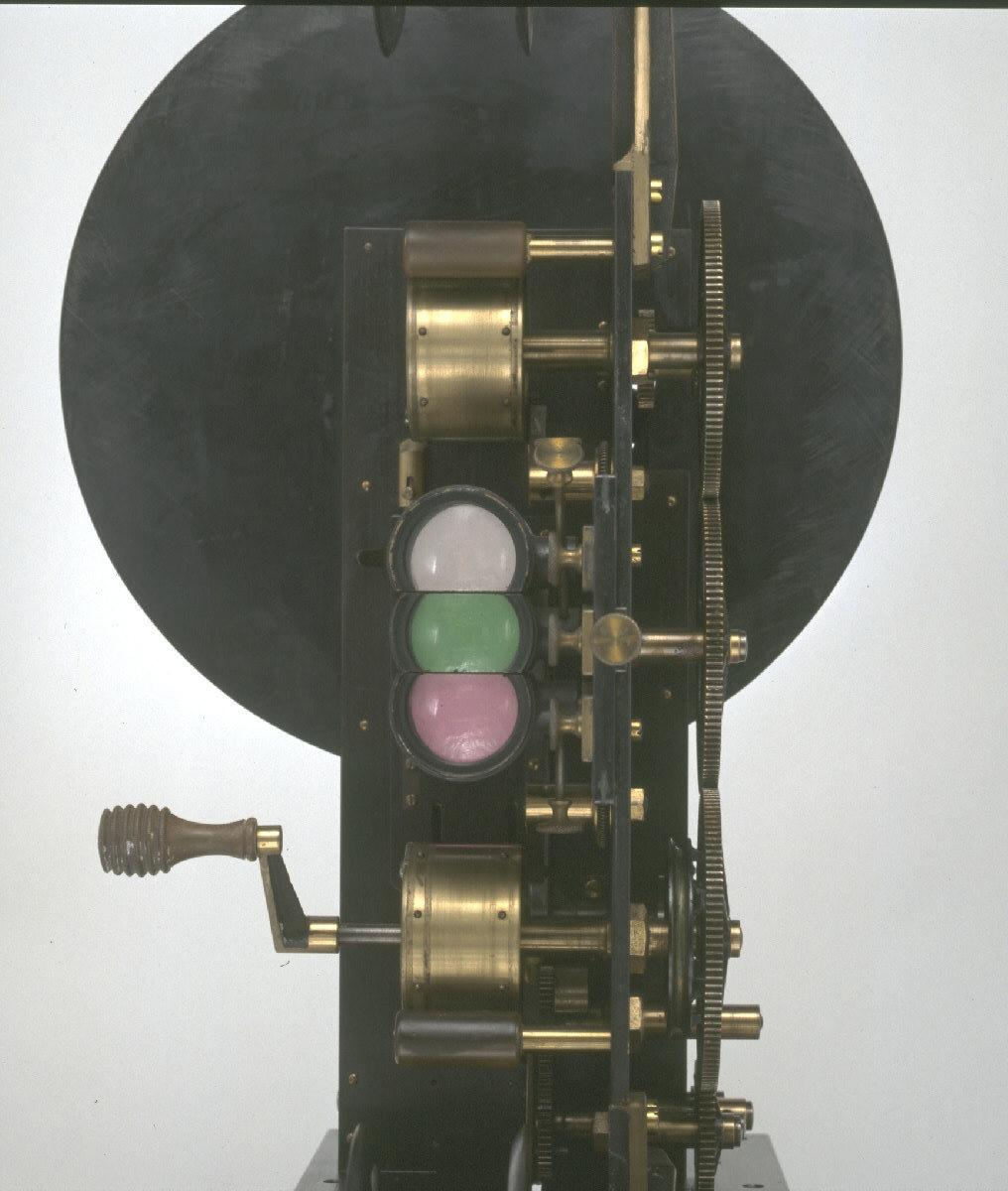
Кинопроектор с тремя объективами аддитивной системы Тёрнера, 1902 год

Однако самым первым фильмом, снятым по подобной трёхцветной технологии, теперь считается найденный в 2012 году ролик, датированный 1902 годом. Он изготовлен способом, запатентованным англичанином Эдвардом Тёрнером 22 марта 1899 года. Попытки создания цветного кинематографа осуществлялись и в России: в 1910 году Сергей Прокудин-Горский совместно с учёным Сергеем Максимовичем разработали трёхцветную аддитивную систему с киноплёнкой удвоенной ширины, использованную для съёмки нескольких короткометражных фильмов. Однако система «Биохром» оказалась слишком сложна и развития не получила. 
Первые советские эксперименты по цветной съёмке проводились в 1931 году по системе «Спектроколор», разработанной энтузиастом Н. Д. Анощенко на основе «Кинемаколора». Был отснят цветной документальный фильм о прибытии в СССР дирижабля Граф Цеппелин, но материалы съёмки утеряны.
Ещё одной трёхцветной системой в 1913 году стала аддитивная «Гомон Хронохром» (фр. Gaumont Chronochrome), основанная на съёмке трёх цветоделённых изображений тремя разными объективами на одну киноплёнку через цветные светофильтры. Проекция с чёрно-белой фильмокопии осуществлялась также тремя объективами. Однако расход киноплёнки превышал обычную чёрно-белую съёмку в 2,5 раза, поскольку каждый цветной кадр состоял из трёх цветоделённых кадриков чуть меньшей высоты, чем обычный чёрно-белый. Метод Франсита со стандартным расходом плёнки, получивший торговое название «Оптиколор», также основан на трёх цветоделённых изображениях размером 7,5×10 мм, размещённых в одном обычном кадре. Небольшие размеры кадрового окна и наличие светофильтров в несколько раз снижали световой поток таких кинопроекторов, поэтому технология позднее оказалась пригодной только для нужд телевидения. Американская система «Колорвижн» (англ. Colorvision) некоторое время применялась при производстве цветных телефильмов и съёмке с экрана телевизора. Однако все эти процессы было невозможно избавить от пространственного параллакса, образующегося при цветоделении из-за расстояний между объективами. Параллакс приводил к образованию цветной каймы у предметов, снятых с небольшого расстояния. Неизбежная усадка киноплёнки также приводила к нарушениям цветоделения. Кроме того, все аддитивные процессы требовали специальных усложнённых кинопроекторов.
Единственными аддитивными технологиями, позволявшими получать цветное изображение непосредственно на киноплёнке, были растровые. Одной из них стала разновидность автохромного процесса «Дюфайколор» (фр. Dufaycolor), не требовавшая специальной аппаратуры для съёмки и проекции. Процесс, появившийся в середине 1930-х годов, использовал растровые светофильтры трёх цветов, образованные непосредственно над светочувствительной чёрно-белой эмульсией. Но разрешающая способность такой киноплёнки была очень мала и цветные фильмы было практически невозможно тиражировать. Поэтому процесс всего дважды использовался для производства художественных фильмов.
Другой технологией с использованием линзового растра в конце 1920-х годов стала так называемая «лентикулярная» киноплёнка (англ. Lenticular Cine film), также известная как процесс Келлера-Дориана. Компания Kodak выпускала 16-мм обращаемую киноплёнку с цилиндрическим растром, нанесённым на подложку с обратной стороны от эмульсии. Эта киноплёнка, выпущенная в 1928 году, называлась «Kodacolor» и была предназначена для кинолюбителей, но не имела ничего общего с вышедшей значительно позднее многослойной киноплёнкой с таким же названием. Линзовый растр с периодом 43 микрона был обращён к объективу со встроенными цветными светофильтрами и осуществлял цветоделение, строя на эмульсии элементарные изображения выходного зрачка. В результате получалось растрированное чёрно-белое цветоделённое изображение, которое при проекции через объектив с соответствующими светофильтрами давало на экране изображение в натуральных цветах. В случае проекции через обычный объектив получалось чёрно-белое изображение. В 1932 году Agfa выпустила аналогичную 35-мм плёнку. Линзово-растровая технология обладала теми же недостатками, что и «Дюфайколор»: непригодность для тиражирования и видимая на экране растровая структура с неизбежными муаровыми эффектами. Такие киноплёнки стали первым цветным процессом для кинолюбителей, а в 1950-х годах использовались в профессиональной сфере для кинорегистрации изображения цветного телевидения.
Растровые технологии цветоделения нашли применение позднее в киноплёнках одноступенного процесса «Полавижн» (англ. Polavision) и цифровом кино.

### Субтрактивные процессы
Все аддитивные технологии основывались на использовании неокрашенной чёрно-белой киноплёнки, цветное изображение с которой получалось только на экране при проекции через цветные светофильтры. Это требовало специальных кинопроекторов сложной конструкции, поэтому дальнейшее развитие шло по пути субтрактивных технологий, использовавших вирирование цветоделённых позитивов и синтез цвета непосредственно в фильмокопии.

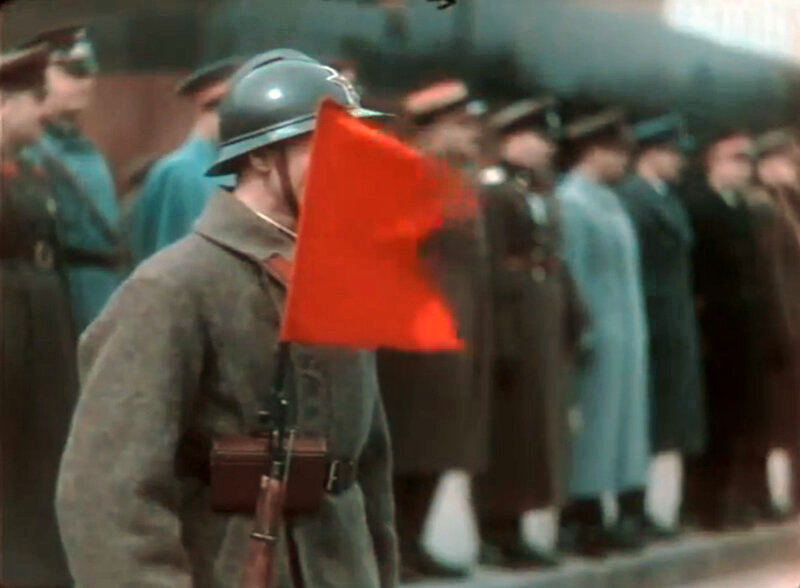
«Карнавал цветов» (1935)

В СССР первый двухцветный документальный фильм «Карнавал цветов», снятый по виражной технологии, вышел на экраны в 1935 году, а через год был выпущен первый художественный фильм «Груня Корнакова». Отечественные двухцветные фильмы снимались по технологии, близкой к «Синеколору» и «Призме» на импортные комплекты киноплёнки «бипак», главным образом Agfa.
Двухцветный кинематограф давал искажённую цветопередачу, поэтому «Техниколор» и «Синеколор» трансформировались в трёхцветные процессы. Осуществлялись попытки объединить технологию «бипак» с линзово-растровыми («Пантахром» компании Agfa), но они не принесли коммерческого успеха.
Первой массовой системой, основанной на трёх цветах, стал трёхплёночный субтрактивный «Техниколор». Он требовал сложных и дорогостоящих киносъёмочных аппаратов, использовавших одновременно три негативные киноплёнки, но с помощью гидротипной печати позволял получать полноцветную фильмокопию, пригодную для показа в любом кинотеатре. Общая светочувствительность такой системы была чрезвычайно низкой и требовала очень мощного освещения съёмочной площадки.
В Советском Союзе первый фильм, снятый трёхплёночной камерой «ЦКС-1» отечественной разработки — «Цветущая юность» — был создан в 1939 году. Однако в отличие от Голливуда, использовавшего такую технологию до середины 1950-х годов, советское цветное кино оставалось техническим экспериментом до конца 1940-х из-за невозможности охвата большой аудитории. Разработкой отечественных цветных процессов занимались энтузиасты на нескольких киностудиях и позднее группа специалистов НИКФИ. Большая часть фильмов, снятых по трёхплёночной системе, выходила в массовый прокат на чёрно-белых фильмокопиях, отпечатанных с «зелёного» негатива, как самого резкого. В цвете печатались всего несколько экземпляров, предназначенных для демонстрации в столичных кинотеатрах. Многие картины, в том числе мультипликационные фильмы, снятые в цвете, дошли до нас только на чёрно-белых фильмокопиях. 
Технологии «Техниколор» использовались в СССР главным образом для тиражирования кинокартин, снятых на многослойные киноплёнки, появившиеся после войны. 
Гидротипные технологии печати цветного изображения, получаемого с помощью трёхплёночной техники съёмки, пережили оригинальный процесс и применялись до конца XX века при тиражировании цветных фильмов. Главное достоинство гидротипного процесса — полное отсутствие дефицитного серебра в киноплёнках для печати. Кроме того, получаемые фильмокопии характерны чрезвычайно высокой устойчивостью к выцветанию, недостижимой для позитивных многослойных киноплёнок.

### Многослойные киноплёнки
Совершенствование субтрактивных технологий цветного кино завершилось созданием цветных многослойных киноплёнок, первоначально пригодных только для печати цветного позитива с цветоделённых чёрно-белых контратипов. Первым таким фотоматериалом стала плёнка «Гаспарколор», выпущенная в 1933 году по патенту венгерского учёного Бела Гаспара. Цветное позитивное изображение в ней получалось химическим обесцвечиванием азокрасителей, находящихся в зонально-чувствительных эмульсионных слоях. Зелёно- и синечувствительный слои такой киноплёнки наносились на одну сторону подложки, а красночувствительный — на другую. Технология стала серьёзным конкурентом гидротипной печати, но использовалась только для мультипликации. 
В 1935 году Kodak представил первую многослойную киноплёнку, пригодную для съёмки. Это был цветной обращаемый «Кодахром», предназначенный для любительских 16-мм аппаратов, а в 1936 году на рынке появилась его 8-мм разновидность и 35-мм фотоплёнка для слайдов. «Техниколор» начал производство цветной обращаемой плёнки «Монопак» в 1941 году. Это была кинематографическая версия фотоплёнки «Кодахром», предназначенная для съёмок вне студии, где громоздкие трёхплёночные камеры были непригодны. Последующая печать фильмокопий проводилась гидротипным способом после изготовления трёх цветоделённых матриц с исходного цветного позитива. Летом 1937 года немецкая Agfa запустила производство первых в мире хромогенных негативных многослойных киноплёнок Agfacolor B и Agfacolor G, на которые отснят короткометражный игровой фильм «Отзвучит песня» (нем. Ein lied verklingt). 15 декабря того же года состоялась премьера фильма «Почтовая карета» (нем. Die Postkutsche), изготовленного по негативно-позитивной технологии. 
Чтобы отличить многослойную киноплёнку от предыдущей линзово-растровой разработки, выпускавшейся с 1932 года под тем же названием, первые годы к названию «Агфаколор» добавляли слово «новый». До конца Второй Мировой войны немецкие цветные плёнки не экспортировались и использовались только немецкой государственной киностудией UFA под контролем министерства пропаганды Германии. После победы над Германией Советскому Союзу достались большие запасы цветной киноплёнки Agfa на складах компании. Кроме того, вывезенные по репарациям оборудование и технологии стали основой для запуска производства собственных многослойных киноплёнок типа Sovcolor. В результате съёмка на три негатива в СССР после войны была прекращена. В Голливуде этот процесс оставался основным вплоть до запуска производства многослойных киноплёнок Anscocolor по немецкой технологии в 1949 году. 
Первые многослойные киноплёнки уступали в качестве цветопередачи трехплёночной технологии съёмки, которая использовалась до середины 1950-х годов, несмотря на сложность и дороговизну. Кроме того, недостаток фотографической широты и чувствительность к изменениям цветовой температуры освещения делали обращаемые плёнки малопригодными в качестве исходного носителя при массовом тиражировании. Многослойная негативная фотоплёнка «Кодаколор» (англ. Kodacolor) увидела свет только в 1942 году, а негативная киноплёнка Kodak Eastmancolor была анонсирована лишь восемь лет спустя и сразу же использована для съёмки документального фильма «Королевское путешествие» (англ. Royal Journey), который вышел на экраны в декабре 1951-го. В следующем году Kodak выпустил улучшенную версию негативной плёнки, пригодной для профессионального кинематографа.
С её появлением съёмка стала проводиться обычными киносъёмочными аппаратами, с последующим изготовлением трёх цветоделённых матриц с цветного негатива и гидротипной печатью. Кроме негативной киноплёнки в 1950 году на рынке появилась цветная позитивная киноплёнка «Истменколор» тип 5381, что предопределило окончательный закат трёхплёночных камер, и 1955 год стал для них последним. Многослойные киноплёнки сделали съёмку в цвете технологически ничем не отличающейся от чёрно-белой и использующей ту же киносъёмочную аппаратуру. Существенным толчком для распространения цветного кино в середине 1950-х годов стала конкуренция с телевидением, оттянувшим часть аудитории кинотеатров.

### Цифровое кино
Совершенствование видеокамер и появление телевидения высокой чёткости в 2000-х годах позволили приблизить качество телевизионного изображения к кинематографическим стандартам, рассчитанным на большой экран. Появление стандартов DCI и цифровых кинокамер сделало возможным использование вместо киноплёнки светочувствительных матриц, формирующих цветное изображение за счёт внутреннего цветоделения решёткой Байера. Такой принцип цветоделения, аналогичный растровым киноплёнкам, в цифровом фильмопроизводстве используется параллельно с технологией 3CCD, соответствующей трёхплёночному «Техниколору».
В том числе цифровая постобработка по технологии Digital Intermediate позволяет получать высококачественную цветопередачу почти при любом освещении за счёт широких возможностей управления цветом при помощи специализированного программного обеспечения. Избыточность цветовой информации, записываемой по кинематографическим разновидностям технологии RAW, позволяет отрегулировать цвет изображения с точностью, о которой нельзя было даже мечтать в первых цветных кинопроцессах.

## Современные технологии
В современном цветном кинематографе применяются технологии, предусматривающие использование цветных многослойных киноплёнок или цифровых кинокамер с цветоделением при помощи нескольких светочувствительных матриц (3CCD или 4CCD) или решётки Байера в одной матрице.

### Киноплёнка

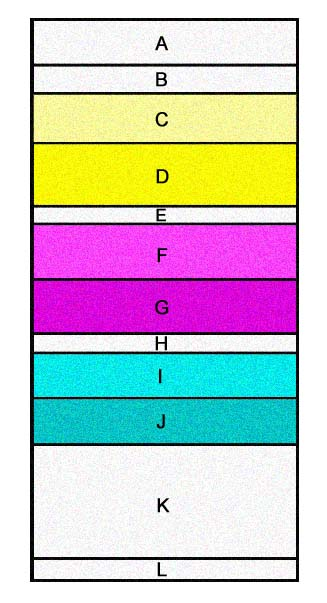
Разрез проявленной современной цветной негативной киноплёнки. Буквами обозначены: А — защитный слой; B — ультрафиолетовый фильтрующий слой; C и D — синечувствительные полуслои; Е — жёлтый фильтрующий подслой; F и G — зелёночувствительные полуслои; H — промежуточный разделительный слой; I и J — красночувствительные полуслои; K — подложка и L — противоореольный слой

Цветные киноплёнки обладают сложной многослойной структурой, унаследованной от первых двухцветных процессов, использовавших две прижатые друг к другу в фильмовом канале киноплёнки с разной спектральной чувствительностью — «бипак». Поэтому первые многослойные киноплёнки носили название «Монопак» (или англ. Integral tripack. Появление многослойных киноплёнок стало возможным только в результате совершенствования технологии полива эмульсий, поскольку толщина отдельных эмульсионных слоёв таких плёнок не превышает 10 микрон. Кроме того, все слои должны быть надёжно соединены, чтобы не происходило их отслоения при изгибах и лабораторной обработке киноплёнки.
Современные цветные киноплёнки основаны на использовании субтрактивного синтеза цвета из трёх дополнительных цветов: жёлтого, пурпурного и голубого. Цветоделение происходит за счёт различной спектральной чувствительности разных светочувствительных слоёв и наличия промежуточных фильтрующих слоёв, окрашенных красителями, растворяющимися в процессе проявления. Показанный на схеме разрез цветной негативной киноплёнки иллюстрирует её строение и вид после лабораторной обработки. Два верхних светочувствительных полуслоя C и D чувствительны только к синему свету из-за ортохроматической сенсибилизации — естественной для фотоэмульсии. Пройдя через синечувствительный слой, свет попадает на жёлтый фильтрующий подслой E, не пропускающий синий цвет, к которому также чувствительны два других слоя: зелёно- и красночувствительный. Средние слои F и G сенсибилизированы к зелёному и синему свету, поэтому регистрируют зелёную составляющую цветоделённого изображения. Два нижних светочувствительных слоя I и J обладают панхроматической сенсибилизацией с «провалом» в зелёной области, поэтому регистрируют только красную составляющую. Каждый цвет регистрируется двумя полуслоями разной светочувствительности для расширения фотографической широты при сохранении небольшой зернистости изображения. Полуслой с повышенной светочувствительностью участвует только в построении теней изображения, а оптические плотности, соответствующие сюжетно важному интервалу экспозиций, формируются низкочувствительной фотоэмульсией с мелким зерном. 
При цветном проявлении негативной плёнки восстановление металлического серебра в экспонированных слоях сопровождается синтезом красителей, цвета которых подобраны дополнительными к цвету, экспонировавшему слой. В результате после отбеливания и растворения проявленного серебра цвета негатива, состоящего из красителей, получаются дополнительными к цвету снятых объектов. При последующей печати на позитивной киноплёнке цвета станут соответствовать цветам объекта. Строение цветной позитивной многослойной плёнки может быть аналогичным негативной — «классическим», а может быть со специальным строением, применяющимся только в позитивных киноплёнках. Такие киноплёнки называются «плёнками с перемещёнными слоями». Верхний светочувствительный слой при таком строении чувствителен к зелёному свету, средний — к красному и нижний — к синему. Такое устройство обеспечивает повышенную субъективную резкость позитива благодаря уменьшению светорассеяния при экспонировании зелёночувствительного слоя.
Кроме негативно-позитивного цветного процесса существует обращаемый, исторически появившийся первым. При этом позитивное цветное изображение получается непосредственно в киноплёнке, на которую производится съёмка. Качество такого изображения выше, чем при негативно-позитивном процессе за счёт однократного цветоделения. Однако технология требует особой точности экспонирования и соблюдения цветового баланса освещения, поскольку ошибки не поддаются последующему исправлению, возможному при печати с негатива. Обращаемые киноплёнки широко использовались кинолюбителями и тележурналистами до появления компактных видеокамер, но в профессиональном кинематографе не нашли применения из-за малой пригодности для тиражирования фильмов. 
Современные киноплёнки позволяют получать натуральную цветопередачу в самых разных условиях съёмки, в отличие от первых цветных процессов, требовавших специального отрегулированного по цветовой температуре освещения и тщательного соблюдения многих технологических ограничений. Светочувствительность современных цветных киноплёнок такова, что позволяет снимать с удовлетворительной цветопередачей даже без применения студийного освещения в помещении и сложных световых условиях.
Современная технология фильмопроизводства предусматривает использование негативной киноплёнки только в качестве начального носителя информации в процессе Digital Intermediate. После проявления киноплёнка сканируется сканером для киноплёнки, и дальнейшая работа по цветокоррекции происходит с помощью компьютера. Это даёт ещё большую технологическую свободу и высокое качество изображения.

### Решётка Байера

Массив светофильтров решётки Байера над светочувствительными элементами матрицы

Современные цифровые кинокамеры для съёмки цветного изображения используют полупроводниковые матрицы, осуществляющие цветоделение при помощи мозаичных цветных светофильтров, расположенных над светочувствительными элементами. При этом фотодиоды, расположенные под красными, зелёными и синими светофильтрами, получают информацию соответственно о красной, зелёной и синей составляющих цветоделённого изображения. Такой способ цветоделения позволяет строить компактные камеры, но обладает рядом недостатков, влияющих на качество изображения. В частности наличие цветоделительной решётки может приводить к появлению муара и снижает разрешающую способность матрицы.
По такой схеме сегодня строятся не только цифровые кинокамеры из-за возможности использования стандартной киносъёмочной оптики, но и многие видеокамеры из-за относительной дешевизны и ненужности громоздкой цветоделительной системы.

### Трёхматричная система
Цветоделение при помощи дихроичных призм получило наибольшее распространение в телевидении стандартной чёткости благодаря высокому качеству цветоделения. Многие видеокамеры HDTV, использующиеся также для съёмки цифрового кино, до сих пор строятся по такой схеме, лишённой многих недостатков решётки Байера. Трёхматричная технология избавлена от муара и не требует оптической фильтрации деталей, снижающей разрешение системы.
Несмотря на достоинства, такой принцип цветоделения накладывает существенные ограничения, не позволяющие пользоваться стандартной киносъёмочной оптикой, дающей привычный для кинематографа характер изображения. Камеры с призменным цветоделительным блоком оснащаются объективами меньших фокусных расстояний из-за малых размеров светочувствительных матриц. Исключение составляют случаи использования DOF-адаптеров с промежуточным изображением, позволяющих использовать стандартную оптику на камерах с небольшими матрицами.

### Цифровая цветная проекция
Для цифровой кинопроекции цветного изображения используется цветоделение вращающимся обтюратором с цветными светофильтрами. Такой же принцип использовался в технологии «Кинемаколор», привнося в изображение цветную кайму и мерцание цветов. Однако съёмка современных фильмов ведётся по другим технологиям с одновременным считыванием цветоделённых изображений, а диск со светофильтрами вращается в несколько раз быстрее, исключая мерцания. Изображение может воспроизводиться по технологиям DLP или LCoS подвижными микрозеркалами или полупроводниковой плёнкой.
Несмотря на достоинства цифровой проекции, существенная часть кинопроката до сих пор основана на традиционной позитивной цветной киноплёнке, осуществляющей синтез цвета субтрактивным способом при помощи красителей в многослойной эмульсии. Печать плёночных фильмокопий производится с дубльнегатива, изготавливающегося с мастер-позитива или цифровой мастер-копии лазерным фильм-рекордером.